# Pierre Guillaumat (Schiff)
Die Pierre Guillaumat war ein Rohöltanker und das größte jemals in einem Stück gebaute Schiff bis zum Bau des Kranschiffs Pioneering Spirit (bis Anfang 2015 Pieter Schelte) (nach BRT/BRZ-Vermessung). Sie zählte zu der Klasse der Post-Suezmax-Schiffe (ULCC). Benannt wurde sie nach Pierre Guillaumat, dem ersten Verteidigungsminister der Fünften Republik und Gründer des Unternehmens Elf Aquitaine.

## Geschichte
Die Pierre Guillaumat wurde 1977 bei der damals zum Alstom-Konzern gehörenden Werft Chantiers de l’Atlantique in Saint-Nazaire in Frankreich gebaut und im Oktober 1977 an die französische Reederei Compagnie Nationale de Navigation (CNN) abgeliefert. Es war das dritte Schiff der Batillus-Klasse, einer Serie von vier 550.000-tdw-Tankern. Die ersten beiden waren für die Societé Maritime Shell, Paris als Batillus im Juni 1976 und Bellamya im Dezember 1976 geliefert worden. Das vierte Schiff kam erst 1979 als Prairial in Fahrt. Die Pierre Guillaumat wurde jedoch 1983 nach nur sechs Jahren abgewrackt, Batillus und Bellamya folgten 1985 und 1986, während die Prairial als spätere Sea Giant erst 2003 abgewrackt wurde.

## Einsatzgebiet
Aufgrund ihrer gigantischen Ausmaße war das Einsatzgebiet der Pierre Guillaumat von vornherein sehr eingeschränkt. Sie konnte weder den Panama- noch den Sueskanal durchqueren. Aufgrund ihres besonders großen Tiefgangs konnte sie auch nur eine geringe Anzahl der Welthäfen, nämlich Tiefwasserhäfen anlaufen und wurde daher an SPM-Terminals be- und entladen.